# 135
Cette page concerne l'année 135  du calendrier julien. Pour l'année 135 av. J.-C., voir 135 av. J.-C. Pour le nombre 135, voir 135 (nombre).
L'année 135 est une année commune qui commence un vendredi.

## Événements
- 9 août : date traditionnelle de la prise de Béthar, la dernière forteresse de Shimon bar Kokhba, qui est tué. Fin de la révolte de Bar Kokhba en Judée[1].

- Hadrien est salué comme « imperator » pour la seconde fois après la victoire en Judée[2]. Jérusalem est en grande partie détruite et de nouveau mise à sac, puis remplacée par une colonie romaine de vétérans (Ælia Capitolina)[1]. Un autel à Jupiter est érigé à l’emplacement du Temple. La Judée est rebaptisée Syrie-Palestine. Les Juifs sont interdits de séjour dans la région autour de la ville et de nouveau dispersés dans tout l'Empire romain[2].

- Mort sous la torture du docteur juif Rabbi Akiva (v. 50-135)[3]. De nombreux érudits sont arrêtés et torturés. Rabbi Shimon bar Yohaï, disciple d’Akiva, se réfugie dans une grotte, vit (douze ans ?) en ermite puis tient une école à Tekoa (la tradition lui attribue la rédaction du Zohar)[4]. Les membres survivants du sanhédrin quittent Yabneh pour Usha, en Galilée, dirigés par le nouveau patriarche Rabban Siméon ben Gamaliel[5]. De nombreux pharisiens émigrent à Babylone où ils rejoignent la diaspora.

## Décès en 135
- 9 août : Bar-Kokheba, patriote juif chef de la révolte contre l'empire romain.

- Rabbi Akiva, docteur de la Mishna.
- Rhadamiste Ier d'Ibérie